# Javier Peñas Navarro
Javier Peñas Navarro (n. Collado Villalba; 1956) es un profesor y poeta español, galardonado en 1986 con el Premio Adonáis de Poesía.

## Biografía
Licenciado en Filosofía y Letras en la Universidad de Navarra, es profesor de enseñanza secundaria y ha trabajado en diversos colegios de la provincia catalana de Tarragona. Su primera obra, Adjetivos sin agua, adjetivos con agua, fue galardonada con el Premio Adonáis en su 40.ª edición por un jurado que consideró su obra «profundamente sentida y que supone una renovación del lenguaje», y que estaba presidido por José García Nieto. Además de la mencionada obra, que publicó editorial Rialp en 1984, han visto la luz De cántaro (1988), Non plus ultra (1990), El amanuense (1998), Sonetos y postales (2004), Agua tinta en sangre (2007),  No te enamores del hijo de un ferroviario (2010), Libro de los dones o del aura (2015)